# Szerv (jog, igazgatás)
A szerv a polgári jogban alkalmazott fogalom, mely döntéshozó testületet, önálló szervezeti egységet, hatóságot jelent.

## Jogszabályi példák
Közigazgatási szerv (a 2017. évi I. törvény 4. § (7) bekezdés szerinti fogalommeghatározás): az államigazgatási szerv, és annak önálló feladat- és hatáskörrel felruházott szervezeti egysége és közege; a helyi önkormányzat képviselőtestülete és annak szerve; a nemzetiségi önkormányzat testülete és szerve; a köztestület, a felsőoktatási intézmény, és annak önálló feladat- és hatáskörrel felruházott tisztségviselője vagy szerve; a jogszabály által közigazgatási cselekmény megvalósítására feljogosított egyéb szervezet vagy személy;
Döntéshozó szerv (a 2013. évi V. törvény 3:16. § (1) bekezdés szerint): "...törvény vagy a létesítő okirat alapján őket megillető döntési jogköröket a tagok összességéből vagy a tagok által maguk közül választott küldöttekből álló testületben gyakorolják."
Legfőbb szerv (a 2013. évi V. törvény 3:109. § (1) bekezdés szerint): "A gazdasági társaság tagjainak döntéshozó szerve a legfőbb szerv."
Központi államigazgatási szerv (a 2010. évi XLIII. törvény 1. § (2) bekezdés szerint): a Kormány, a kormánybizottság, a minisztérium, az autonóm államigazgatási szerv, a kormányhivatal, a központi hivatal, a rendvédelmi szerv és a Katonai Nemzetbiztonsági Szolgálat, az önálló szabályozó szervek.
Autonóm államigazgatási szerv (a 2010. évi XLIII. törvény 1. § (3) bekezdés szerint):  a Közbeszerzési Hatóság, az Egyenlő Bánásmód Hatóság, a Gazdasági Versenyhivatal, a Nemzeti Adatvédelmi és Információszabadság Hatóság, a Nemzeti Választási Iroda.
Rendvédelmi szerv (a 2010. évi XLIII. törvény 1. § (5) bekezdés szerint): a rendőrség, a büntetés-végrehajtási szervezet, a hivatásos katasztrófavédelmi szerv, a polgári nemzetbiztonsági szolgálatok.
Önálló szabályozó szerv (a 2010. évi XLIII. törvény 1. § (6) bekezdés szerint): a Nemzeti Média- és Hírközlési Hatóság, a Magyar Energetikai és Közmű-szabályozási Hivatal.
Költségvetési szerv (a 2011. évi CXCV. törvény 7. § (1) bekezdés szerint): jogszabályban vagy alapító okiratban meghatározott közfeladat ellátására létrejött jogi személy.